# Gaio Servilio Casca
Gaio Servilio Casca (Roma, forse 72 a.C. – fl. I secolo a.C.) è stato un assassino romano che assieme a un gruppo di circa sessanta senatori partecipò all'uccisione di Gaio Giulio Cesare il 15 marzo del 44 a.C., le "Idi di marzo" secondo il calendario romano.

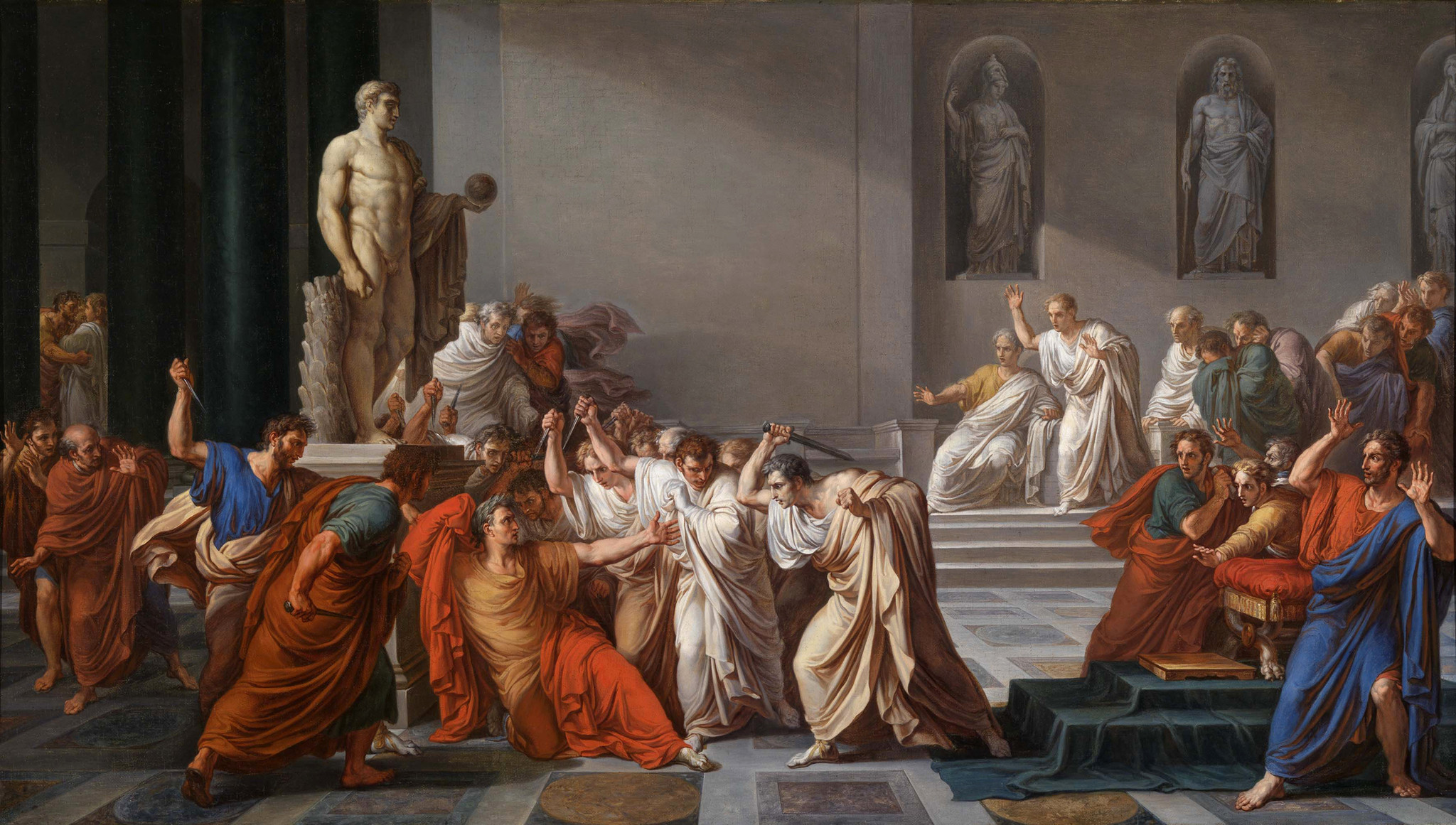
L'assassinio di Giulio Cesare

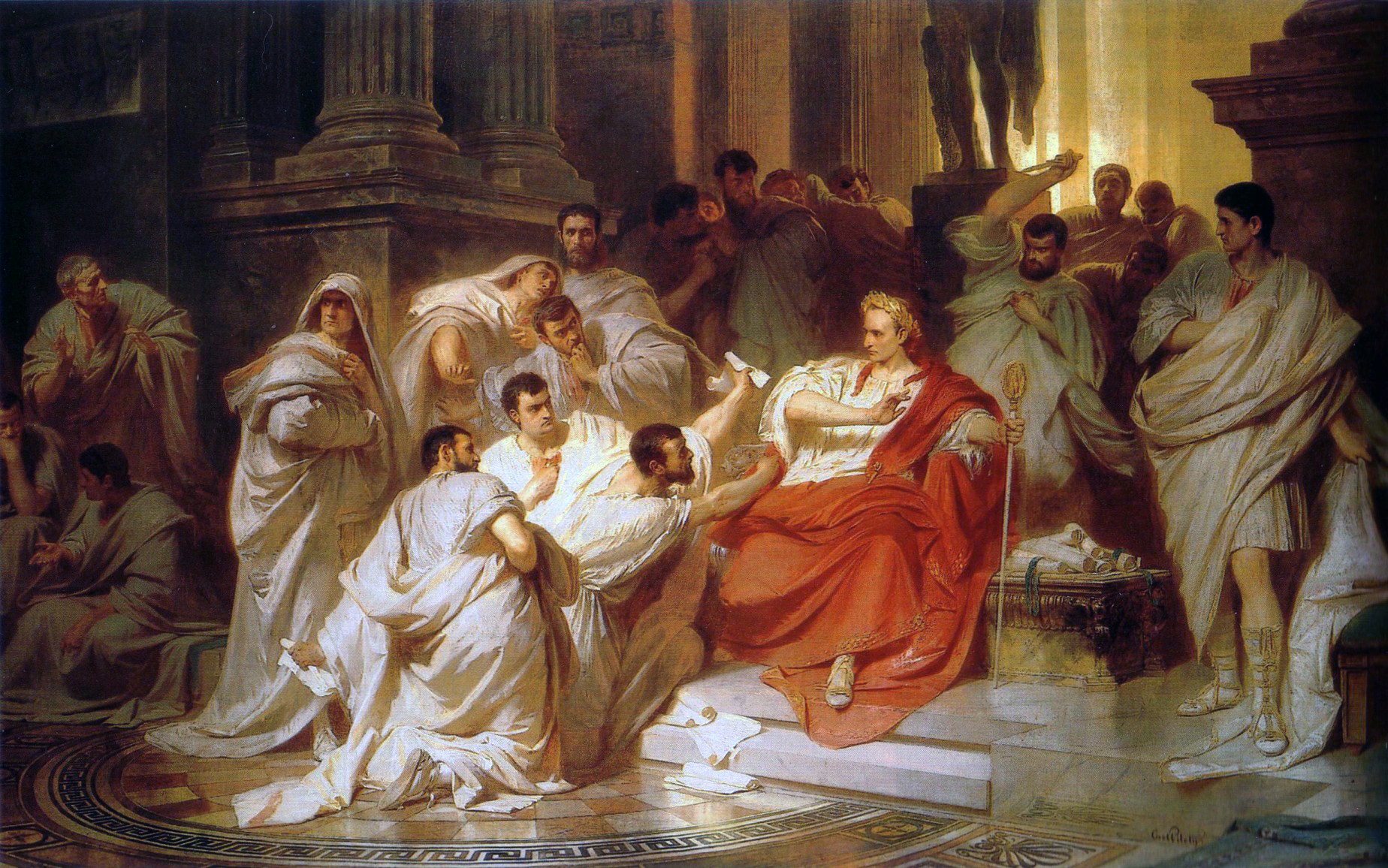
Lucio Tillio Cimbro (al centro) mostra la petizione e tira la tunica di Cesare, mentre uno dei due fratelli Casca si prepara a pugnalarlo da dietro. Dipinto di Karl Theodor von Piloty.

Quasi del tutto ignota la biografia di Gaio Servilio Casca se non il fatto che apparteneva alla gens Servilia come il suo più noto fratello Publio Servilio Casca. Della stessa famiglia fece parte uno dei maggiori autori del cesaricidio: Marco Giunio Bruto, figlio di Marco Giunio Bruto (morto nel 78 a.C.) e di Servilia, amante di Cesare. Quando nel 59 a.C. Bruto fu adottato per testamento dallo zio materno Quinto Servilio Cepione, entrò anche lui a far parte della gens Servilia assumendo il nome di Quinto Servilio Cepione Bruto.
Riguardo all'assassinio di Cesare le fonti non specificano chi dei due fratelli colpì per primo Cesare e chi da questi fosse stato ferito a sua volta:
Non chiarisce l'avvenimento nemmeno quanto riporta Cassio Dione:
Il testo di Dione non chiarisce se il Gaio Casca citato fosse il fratello di Publio Servilio Casca e anzi sembrerebbe che questo Gaio, forse un semplice omonimo, non avesse partecipato all'assassinio di Cesare. Ma se non era lui il fratello di Publio non si capisce perché temesse di subire l'ira del popolo Romano che avrebbe confuso lui, a suo dire cesariano, con il fratello dallo stesso nomen e prenomen. 
Anche lo storico Appiano nel riferire del cesaricidio non chiarisce il ruolo di ognuno dei due fratelli
Lo storico statunitense Barry Strauss (n. 1953) ritiene invece che Gaio Servilio Casca «...fratello di Publio pugnalò Cesare alle costole sferrando forse il colpo fatale»